# Haughton (Luisiana)
Haughton es un pueblo ubicado en la parroquia de Bossier en el estado estadounidense de Luisiana. En el Censo de 2010 tenía una población de 3454 habitantes y una densidad poblacional de 253,15 personas por km².

## Geografía
Haughton se encuentra ubicado en las coordenadas 32°31′34″N 93°30′21″O / 32.52611, -93.50583. Según la Oficina del Censo de los Estados Unidos, Haughton tiene una superficie total de 13.64 km², de la cual 13.64 km² corresponden a tierra firme y (0%) 0 km² es agua.

## Demografía
Según el censo de 2010, había 3454 personas residiendo en Haughton. La densidad de población era de 253,15 hab./km². De los 3454 habitantes, Haughton estaba compuesto por el 78.17% blancos, el 18.24% eran afroamericanos, el 0.64% eran amerindios, el 0.49% eran asiáticos, el 0.23% eran isleños del Pacífico, el 0.61% eran de otras razas y el 1.62% pertenecían a dos o más razas. Del total de la población el 2.55% eran hispanos o latinos de cualquier raza.